# =Love
=Love (jap. イコールラブ Ikōrurabu zapis stylizowany =LOVE) – japońska grupa idolek, znana również jako Ikorabu (イコラブ) utworzona 29 kwietnia 2017 roku przez Rino Sashiharę, byłą członkinię AKB48, HKT48 i STU48. W skład grupy wchodzą aktorki głosowe.

## Nazwa

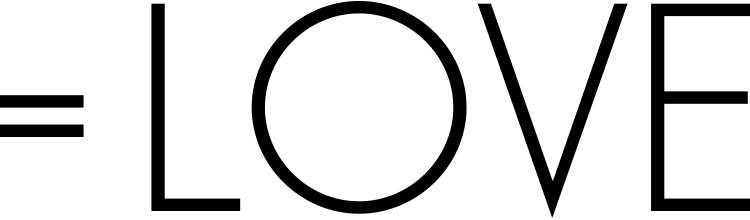
Logo =Love

Nazwa „=Love” (równa miłość) opiera się na koncepcji, że „idol musi być kochany przez swoich fanów, jak również musi kochać swoją pracę idola”.

## Historia

### 2017: Debiut
Grupa powstała poprzez casting zorganizowany 30 stycznia 2017 roku przez Rino Sashiharę, w którym wyłoniono członkinie nowej grupy „idolek głosowych”, które przeszły szkolenie w zakresie aktorstwa głosowego w Yoyogi Animation Academy, szkole aktorów głosowych o najdłuższej tradycji i największych osiągnięciach w branży seiyū.
Sashihara oświadczyła na konferencji prasowej, iż planuje stworzyć grupę idolek złożoną z aktorek głosowych z zamiarem przewyższenia Yasushiego Akimoto, twórcy słynnych grup idoli.
29 kwietnia ogłoszono, że przesłuchania przeszło trzynaście kandydatek, a nazwa grupy to „=Love”. Następnie Mai Chōnan, jedna z członkiń, zrezygnowała, co spowodowało, że ostateczna liczba członkiń obejmowała dwanaście.
5 sierpnia 2017 roku grupa zadebiutowała na scenie festiwalu TIF, a miesiąc później wydała swój pierwszy singel zatytułowany „=Love”.

### 2018–2020: Początki kariery, pierwsza siostrzana grupa
6 września 2018 roku w Zepp DiverCity w Tokio odbyło się wydarzenie związane z rocznicą debiutu grupy.
24 lutego 2019 roku miała miejsce konferencja prasowa, na której zaprezentowano siostrzaną grupę ≠Me. 12 września tego samego roku w Nakano Sun Plaza odbył się koncert z okazji drugiej rocznicy powstania =Love.
Pod koniec grudnia 2019 roku grupa zainaugurowała swą premierową trasę koncertową po Japonii, zaczynając od Sendai, poprzez Fukuokę, Nagoję, Osakę kończąc w styczniu 2020 roku w Tokio.
6 września 2020 roku w Pacifico Yokohama National Convention Hall w Jokohamie odbył się koncert z okazji 3. rocznicy powstania.

### Od 2021: Wzrost popularności, pierwszy album i druga siostrzana grupa
16 i 17 stycznia 2021 roku w wystąpiły na scenie w Nippon Budōkan. 1 lutego Nonno Satake ogłosiła, że odchodzi z grupy, jej pożegnalny koncert z okazji ukończenia członkostwa grupy odbył się 6 marca w Saitamie. 12 maja ukazał się ich pierwszy album „Zenbu, Naisho.”. Album zajął pierwsze miejsce na listach przebojów Oricon i Billboard Japan. 20 września dziewczyny świętowały 4. rocznicę powstania grupy w hali koncertowej Makuhari Messe w Chibie.
29 marca 2022 roku odbyła się konferencja prasowa, w której uczestniczyły niektóre członkinie =Love, na konferencji przedstawiono kolejną siostrzaną grupę ≒Joy. 25 września w Yoyogi National Gymnasium odbył się koncert z okazji pięciolecia powstania.
13 stycznia 2023 roku w Jokohamie odbył się koncert ukończenia członkostwa grupy przez Nagisę Saitō. Na początku marca po raz drugi w karierze dziewczyny wystąpiły w Nippon Budōkan. 18 i 19 października w Saitama Super Arena grupa świętowała swoje sześciolecie.
W dniach 7 i 8 września 2024 roku w K-Arena w Jokohamie odbył się ich siódmy koncert z okazji debiutu grupy.
Od 6 września do 24 grudnia 2025 roku w ośmiu lokalizacjach w Japonii odbędą się koncerty z okazji 8. rocznicy powstania grupy.

## Członkinie
| Imię i nazwisko  | Imię i nazwisko | Data urodzenia    | Miejsce urodzenia    | Narodowość | Uwagi   |
| Emiri Ōtani      | 大谷映美里      | 15 marca 1998     | Tokio                | Japonia    |         |
| Hana Ōba         | 大場花菜        | 4 lutego 2000     | prefektura Saitama   | Japonia    |         |
| Risa Otoshima    | 音嶋莉沙        | 11 sierpnia 1998  | prefektura Fukuoka   | Japonia    |         |
| Kiara Saitō      | 齋藤樹愛羅      | 26 listopada 2004 | prefektura Tochigi   | Japonia    |         |
| Maika Sasaki     | 佐々木舞香      | 21 stycznia 2000  | prefektura Aichi     | Japonia    |         |
| Hitomi Takamatsu | 髙松瞳          | 19 stycznia 2001  | Tokio                | Japonia    |         |
| Shōko Takiwaki   | 瀧脇笙古        | 9 lipca 2001      | prefektura Kanagawa  | Japonia    |         |
| Iori Noguchi     | 野口衣織        | 26 kwietnia 2000  | prefektura Ibaraki   | Japonia    |         |
| Sana Morohashi   | 諸橋沙夏        | 3 sierpnia 1996   | prefektura Fukushima | Japonia    |         |
| Anna Yamamoto    | 山本杏奈        | 30 listopada 1997 | prefektura Hiroszima | Japonia    | liderka |

### Byłe członkinie
| Imię i nazwisko | Imię i nazwisko | Data urodzenia   | Miejsce urodzenia   | Narodowość | Uwagi                                  |
| Nonno Satake    | 佐竹のん乃      | 6 listopada 1998 | prefektura Gunma    | Japonia    | Ukończyła członkostwo 6 marca 2021     |
| Nagisa Saitō    | 齊藤なぎさ      | 6 lipca 2003     | prefektura Kanagawa | Japonia    | Ukończyła członkostwo 13 stycznia 2023 |

## Dyskografia

### Album
| # | Tytuł                         | Informacje                                                                                | Najwyższa pozycja | Najwyższa pozycja | Najwyższa pozycja |
| # | Tytuł                         | Informacje                                                                                | Oricon            | Billboard Japan   |                   |
| - | ----------------------------- | ----------------------------------------------------------------------------------------- | ----------------- | ----------------- | ----------------- |
| 1 | 全部、内緒。 (Zenbu, Naisho.) | - Data wydania: 12 maja 2021 - Wydawca: Sacra Music - Format: CD, CD+BD, digital download | 1                 | 1                 |                   |

### Singel
| #  | Tytuł                                               | Rok  | Najwyższa pozycja | Najwyższa pozycja | Certyfikat RIAJ | Album                         |
| #  | Tytuł                                               | Rok  | Oricon            | Billb.            | Certyfikat RIAJ | Album                         |
| -- | --------------------------------------------------- | ---- | ----------------- | ----------------- | --------------- | ----------------------------- |
| 1  | =Love                                               | 2017 | 8                 | 14                | —               | 全部、内緒。 (Zenbu, Naisho.) |
| 2  | 僕らの制服クリスマス (Bokurano Seifuku Christmas)   | 2017 | 3                 | 4                 | —               | 全部、内緒。 (Zenbu, Naisho.) |
| 3  | 手遅れcaution (Teokure Caution)                     | 2018 | 3                 | 3                 | Złoto           | 全部、内緒。 (Zenbu, Naisho.) |
| 4  | Want You! Want You!                                 | 2018 | 2                 | 2                 | Złoto           | 全部、内緒。 (Zenbu, Naisho.) |
| 5  | 探せ ダイヤモンドリリー (Sagase Diamond Lily)       | 2019 | 2                 | 2                 | Złoto           | 全部、内緒。 (Zenbu, Naisho.) |
| 6  | ズルいよ ズルいね (Zuruiyo Zuruine)                 | 2019 | 1                 | 1                 | Złoto           | 全部、内緒。 (Zenbu, Naisho.) |
| 7  | Cameo                                               | 2020 | 2                 | 3                 | Złoto           | 全部、内緒。 (Zenbu, Naisho.) |
| 8  | 青春"サブリミナル" (Seishun "Subliminal")           | 2020 | 1                 | 5                 | Złoto           | 全部、内緒。 (Zenbu, Naisho.) |
| 9  | ウィークエンドシトロン (Weekend Citron)             | 2021 | 2                 | 2                 | Złoto           | Singel spoza albumu           |
| 10 | The 5th                                             | 2021 | 2                 | 4                 | Złoto           | Singel spoza albumu           |
| 11 | あの子コンプレックス (Anoko Complex)                | 2022 | 2                 | 4                 | Platyna         | Singel spoza albumu           |
| 12 | Be Selfish                                          | 2022 | 1                 | 2                 | Platyna         | Singel spoza albumu           |
| 13 | この空がトリガー (Kono Sora ga Trigger)             | 2023 | 2                 | 4                 | Platyna         | Singel spoza albumu           |
| 14 | ナツマトペ (Natsumatope)                            | 2023 | 1                 | 5                 | Platyna         | Singel spoza albumu           |
| 15 | ラストノートしか知らない (Last Note Shika Shiranai) | 2023 | 1                 | 3                 | Platyna         | Singel spoza albumu           |
| 16 | 呪って呪って (Norotte Norotte)                      | 2024 | 2                 | 6                 | Platyna         | Singel spoza albumu           |
| 17 | 絶対アイドル辞めないで (Zettai Idol Yamenaide)      | 2024 | 2                 | 3                 | Platyna         | Singel spoza albumu           |
| 18 | とくべチュ、して (Tokubechu Shite)                  | 2025 | 2                 | 4                 | Platyna         | Singel spoza albumu           |
| 18 | 恋人以上、好き未満 (Koibito Ijyou Suki Miman)       | 2025 | 2                 | —                 | Platyna         | Singel spoza albumu           |

## Grupy siostrzane
- ≠ME
- ≒JOY